# CD120
CD120 (Cruster de la diferenciación 120) puede referirse a dos miembros de la superfamilia de receptores del factor de necrosis tumoral: el receptor 1 del factor de necrosis tumoral (TNFR1) y el receptor 2 del factor de necrosis tumoral (TNFR2).  

## Subtipos de receptores
Hay dos variantes del receptor, cada una codificada por un gen distinto:
- CD120a - TNFR1 - Miembro 1A de la superfamilia TNFR
- CD120b - TNFR2 - Miembro 1B de la superfamilia TNFR

TNFR1 es el tipo de receptor responsable de la mediación del comportamiento de enfermedad inducido por TNF-alfa  y participa en procesos neurotóxicos.  Se han encontrado niveles elevados de TNFR1 en trastornos mentales graves. 

## Vía de señalización

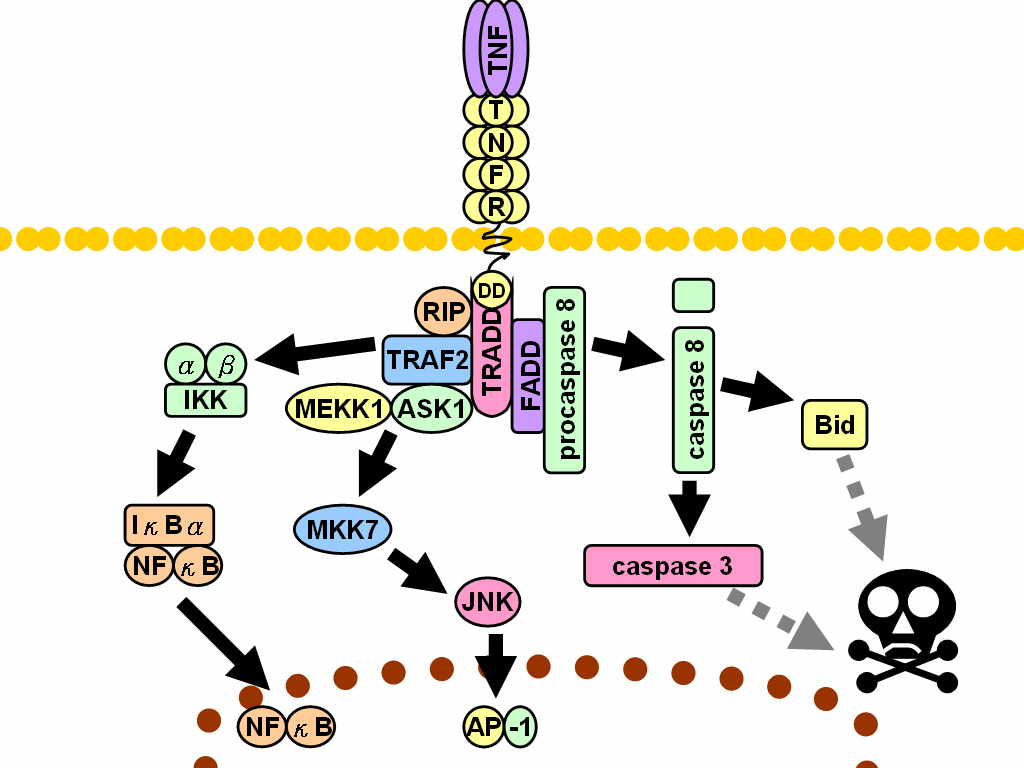
Vía de señalización del TNF -R1. Las líneas grises discontinuas representan varios pasos